# Bruno Reidal
Pour plus de détails, voir Fiche technique et Distribution.
Bruno Reidal est un film français réalisé par Vincent Le Port et sorti en 2021.
Il s'agit du premier long-métrage du réalisateur, s'inspirant de l'histoire vraie de Jean-Marie Bladier, qui a décapité un enfant dans le Cantal au début du XXe siècle.
Il est sélectionné à la Semaine de la critique du festival de Cannes 2021.

## Synopsis
Le 1er septembre 1905, Bruno Reidal, jeune paysan séminariste cantalien de 17 ans, s'accuse du meurtre de Francois Raulhac, 12 ans. En prison, pour tenter de comprendre son geste, le professeur Alexandre Lacassagne et deux autres médecins lui font raconter sa vie.

## Fiche technique
Sauf indication contraire, les informations mentionnées dans cette section peuvent être confirmées par la base de données cinématographiques Unifrance,  présente dans la section « Liens externes ».
- Titre original : Bruno Reidal
- Titre international : Bruno Reidal, Confession of a Murderer[3]
- Réalisation et scénario : Vincent Le Port
- Musique : Olivier Messiaen[1]
- Décors : Arnaud Lucas
- Costumes : Véronique Gély
- Photographie : Michaël Capron
- Son : Marc-Olivier Brullé (ingénieur) et Charlotte Butrak (montage)
- Montage : Jean-Baptiste Alazard
- Production : Roy Arida et Pierre-Emmanuel Urcun (Stank)
- Coproduction : Thierry Lounas (Capricci)
- Sociétés de production : Stank ; Capricci et Arte France Cinéma (coproductions) ; SOFICA Cinéventure 5
- Sociétés de distribution : Capricci (France) ; Maison 4:3 (Québec)
- Budget : 1,5 million d’euros[4]
- Pays de production :  France
- Langue originale : français
- Format : couleur
- Genre : biographie, drame
- Durée : 101 minutes
- Dates de sortie :
  - France : 12 juillet 2021 (Festival de Cannes)[3] ; 23 mars 2022 (sortie nationale)
  - Québec : 9 septembre 2022
- Classification :
  - France : Interdit aux moins de 16 ans lors de sa sortie en salles et à la télévision

## Distribution
- Dimitri Doré : Bruno Reidal
  - Roman Villedieu : Bruno Reidal, 10 ans
  - Alex Fanguin : Bruno Reidal, 6 ans
- Jean-Luc Vincent : Lacassagne
- Tino Vigier : Blondel
- Nelly Bruel : la mère
- Rémy Leboucq : le berger
- Ivan Chiodetti : le père
- Tristan Chiodetti : François
- René Loyon : le supérieur

## Production

### Genèse et développement
En novembre 2018, on apprend que Vincent Le Port a mis cinq ans pour écrire le scénario, ayant pour titre définitif Bruno Reidal, d'après le pseudonyme donné à Jean-Marie Bladier par Alexandre Lacassagne dans sa publication de 1907. Il s'agit de l'histoire vraie d'un jeune paysan de 17 ans qui, en 1905, a assassiné et décapité un enfant de 12 ans dans le village de Raulhac, dans le Cantal : « J’ai découvert son existence en 2011 dans le livre Serial Killers de Stéphane Bourgoin. […] Le fait divers et la personne de Bruno m’ont immédiatement fasciné, par cet ancrage temporel et géographique inhabituel, par l’atrocité du meurtre qui contrastait avec l’image que tout le monde se faisait de Bruno (celle d’un bon élève, pieux, timide, chétif), et aussi par un paradoxe assez inexplicable, à savoir que l’assassin n’avait apparemment aucun remords, mais qu’il s’était pourtant livré de lui-même aux autorités », explique-t-il dans un entretien,.

### Distribution des rôles

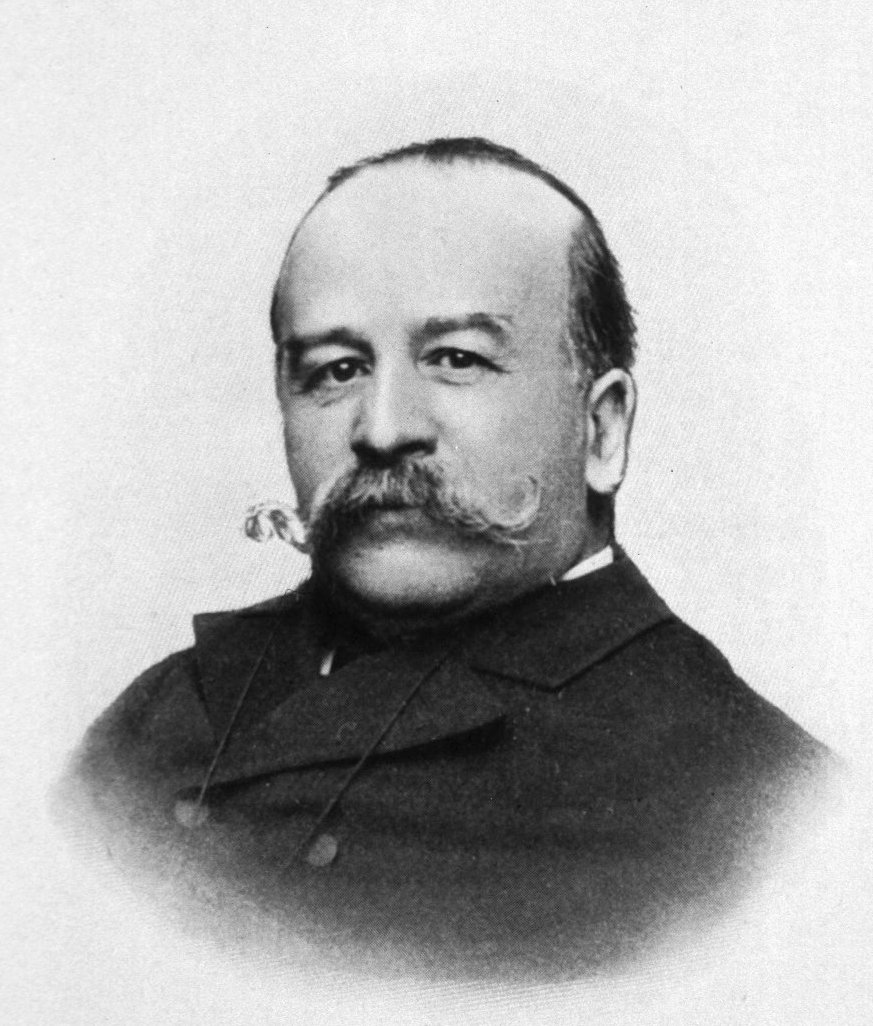
Le vrai Alexandre Lacassagne, interprété par Jean-Luc Vincent.

Lors de son entretien, Vincent Le Port raconte qu'avec la directrice de casting Bahijja El Amrani, il a mis 8 mois pour trouver les trois Bruno dans « un casting pour des acteurs non professionnels, car nous souhaitions qu’ils soient du coin ». Il y trouve Alex Fanguin pour interpréter Bruno Reidal à 6 ans parce qu'il « apportait la rudesse de cette fin du XIXe siècle […] et avait ce regard singulier et énigmatique », Roman Villedieu « le plus « contemporain » des trois » dans celui de 10 ans et Dimitri Doré, conseillé par l’acteur Jean-Luc Vincent — étant engagé à incarner le professeur Alexandre Lacassagne — qui l'avait remarqué dans une pièce, pour incarner Bruno à 17 ans : « Il fait exactement la même taille et le même poids que le vrai Bruno Reidal, sa voix aiguë était exactement ce que j’avais en tête, le fait de n’avoir jamais joué au cinéma me plaisait. »

### Tournage
Le tournage a lieu du 10 juillet au 21 août 2019, entre les villages de Campouriez, Thérondels (Aveyron) et Jabrun (Cantal), ainsi qu'Autun (Saône-et-Loire), Magnac-Laval, Montrol-Sénard et la forêt de Saint-Léger-la-Montagne (Haute-Vienne),. Il reprend du 11 au 20 décembre 2019, notamment à la chartreuse Saint-Sauveur de Villefranche-de-Rouergue.
Tous les plans décoratifs du début XXe siècle s'inspirent des photographies et des cartes postales d’époque.

### Musique
Une partie significative de la musique du film est tirée du Quatuor pour la fin du temps, pièce instrumentale en huit mouvements composée en Allemagne en 1941 par l'organiste, pianiste et professeur de composition Olivier Messiaen (1908-1992), qui était alors prisonnier dans un stalag parmi beaucoup d'autres soldats de l'armée française. L'extrait choisi est le cinquième mouvement, intitulé Louange à l'Éternité de Jésus. Il fait intervenir un violoncelle solo accompagné par un piano (sans les autres instruments du quatuor). L'inspiration de Messiaen a pour origine l'Apocalypse de l'apôtre Jean.

## Accueil

### Festival et sortie
Le film est sélectionné et projeté le 12 juillet 2021 au Festival de Cannes, dans la catégorie des « Séances spéciales » de la Semaine de la Critique. Il est sorti le 23 mars 2022 dans toute la France.

### Accueil critique
Selon Marilou Duponchel des Inrockuptibles, c'est « un premier film fascinant (…) très audacieux et mystérieux ». Luc Chessel de Libération écrit que dans son « premier film acéré, Vincent Le Port sublime l’histoire vraie d’un jeune séminariste meurtrier qui raconte ses pulsions, admirablement interprété par la révélation Dimitri Doré ». Pour Première, « Vincent Le Port (…) signe un film d’une épure quasi divine qui contraste parfaitement avec l’intériorité bouillonnante du jeune homme prisonnier de ses pulsions de mort. Nous voilà donc avec un film terrassant ».
Camille Nevers de Libération souligne : « Voici une étude au naturalisme aride de la haine, du mal comme possible fête, de la mort comme joie, mais sans plus d’épiphanie que ce grand dégoût de soi, de l’autre, que l’incompatibilité de soi à soi, aux hommes, à Dieu, au monde. » Céline Rouden de La Croix prévient que « le réalisateur ne cherche pas pour autant à analyser les ressorts psychologiques de son geste, plutôt à faire entendre sans jugement la part de souffrance et donc d’humanité de ce jeune paysan magnifiquement interprété par Dimitri Doré (…) ».

## Distinctions

### Récompenses
- Festival Premiers Plans d'Angers 2022 : prix d'interprétation masculine pour Dimitri Doré[17]
- Festival international du film de Bari 2022 : meilleur réalisateur[18]
- Prix du Syndicat français de la critique de cinéma et des films de télévision 2023 : meilleur premier film français

### Nominations et sélections
- Festival de Cannes 2021 : Semaine de la critique
  - Caméra d'or
  - Queer Palm
- Festival Premiers Plans d'Angers 2022 : grand prix du jury du meilleur film[19]
- César 2023 : 
  - Meilleur premier film
  - Meilleur espoir masculin pour Dimitri Doré